# Gare de Neuilly - Porte Maillot
Pour les articles homonymes, voir Gare de Neuilly (homonymie) et Gare de la Porte.
La gare de Neuilly - Porte Maillot est une gare ferroviaire française située dans le 17e arrondissement de Paris. Elle est desservie par les trains de la ligne C et de la ligne E du RER.
Le bâtiment historique de la gare se trouve à la limite est de Neuilly-sur-Seine, sur le bord nord-est de la place de la Porte-Maillot dont elle tient son nom. Les quais de la ligne C du RER sont implantés entre les deux voies du boulevard Pereire, à l'est du boulevard Gouvion-Saint-Cyr et du palais des Congrès.
La nouvelle gare de la ligne E du RER se trouve sous la place de la Porte-Maillot.

## Situation ferroviaire
En surface, cette gare est située au point kilométrique 6,356 de la ligne d'Ermont - Eaubonne à Champ-de-Mars (VMI). Son altitude est de 34 m. La ligne ne se voit guère car elle a été construite en tranchée, longeant les boulevards des Maréchaux, et largement recouverte. Elle constitue, depuis 1988, un tronçon du RER C.
En souterrain, cette gare est située sur le tunnel de la ligne E du RER qui rejoint les gares de La Défense et d'Haussmann - Saint-Lazare.

## Histoire

### La gare de la ligne d'Auteuil et de la Petite Ceinture (1854-1985)

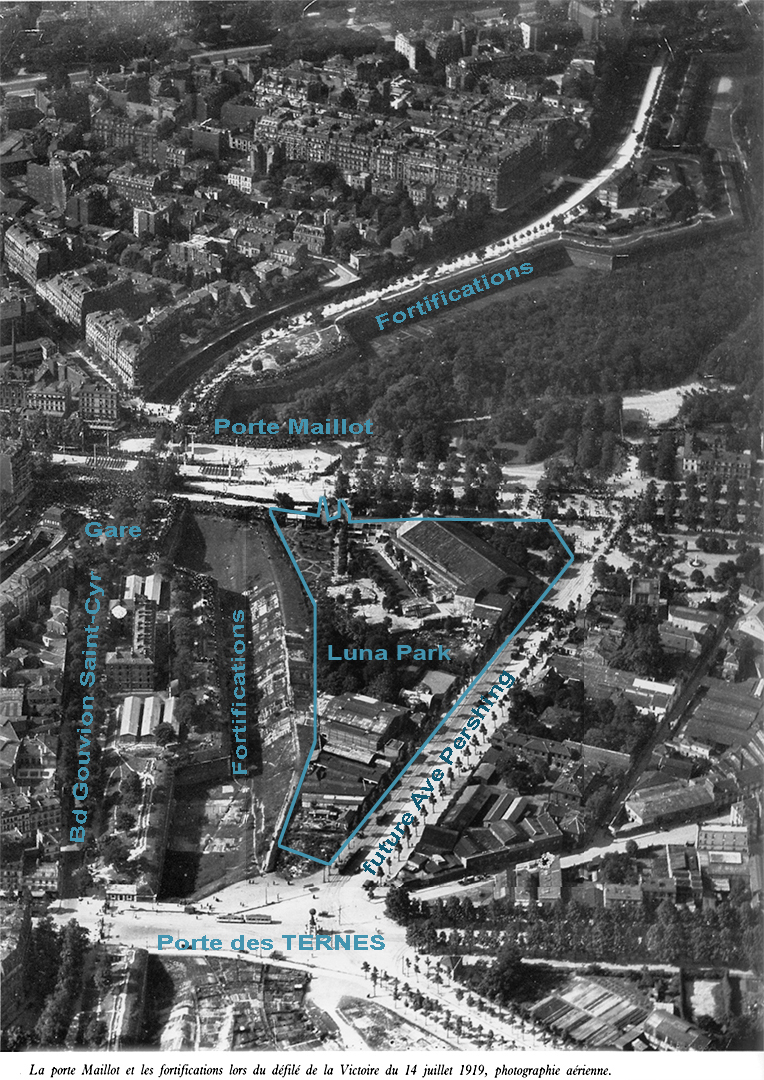
Les portes Maillot et des Ternes en 1919
(gare, fortifs et luna-park).

La ligne d'Auteuil et ses gares ont été construites à l'initiative des frères Pereire, fondateurs de la Compagnie du chemin de fer de Paris à Saint-Germain ; elles sont mises en service le 2 mai 1854. La gare était l'une des sept stations de la ligne, longue de huit kilomètres, allant de la gare de Pont-Cardinet à celle d'Auteuil-Boulogne, également dénommée ligne d'Auteuil.
Le succès fut immédiat car, pour la première Exposition universelle de 1855 (qui eut lieu entre Étoile et Concorde du 15 mai au 31 octobre 1885), nombreux furent les visiteurs qui s'y rendirent en chemin de fer jusqu'à la station « Neuilly-Maillot », à quelques centaines de mètres de cette superbe « Fête des Arts et de l'Industrie ». En 1855, la ligne passe sous le contrôle de la Compagnie des chemins de fer de l'Ouest et voit son trafic progresser d'année en année. Le nombre de voyageurs, gare Saint-Lazare non comprise, passe de 1 836 612 en 1859 à 2 438 768 en 1866.
En 1867, elle est incorporée dans la ligne de Petite Ceinture.
La gare initiale était optimisée pour une desserte urbaine fréquente avec des quais hauts pour un accès plus rapide aux trains en réduisant l'emmarchement ; la ligne ne présente aucune traversée des voies par les voyageurs, avec des accès aux quais bien dimensionnés dont les flux sont séparés. Les trains bondés, qui venaient de Saint-Lazare par Pont-Cardinet, circulaient à gauche. L'embarcadère était à droite et le débarcadère à gauche sur le double boulevard, au nom des frères Pereire, qui longe la nouvelle ligne. La rue dite du Débarcadère côté 17e conserve la trace de cette organisation, et se situe donc naturellement à l'ouest du boulevard Pereire-Sud. Les quais étaient également accessibles par le nord au niveau des nos 216 et 249 du boulevard Péreire.
Les locomotives-tender évitent par ailleurs les manœuvres aux extrémités de la ligne. Le trajet dure une vingtaine de minutes, à raison d'un train toutes les trente minutes. Deux ou trois rames d'une dizaine de voitures desservent la ligne en semaine, les compositions étant plus longues les dimanches et fêtes ainsi qu'en été, avec des marches détendues et des stationnements de deux minutes pour faire face à l'affluence.
Le bâtiment voyageurs de la gare, initialement identique à celui de la gare de l'avenue Henri-Martin[réf. nécessaire], est détruit en 1871 par les Versaillais, lors de la Commune de Paris. Reconstruite la même année dans le style de la gare de Courcelles - Levallois[réf. nécessaire], elle est à nouveau reconstruite dans un style prestigieux pour l’Exposition universelle de 1900 par l’architecte Juste Lisch, également auteur de la gare Saint-Lazare et de la gare des Invalides. Le bâtiment, du moins ce qui en est visible en surface, semble n'avoir pas changé depuis plus de 100 ans. La façade sur la place a toutefois été simplifiée et l'auvent originel a disparu[Quand ?].
Le 1er avril 1918, durant la Première Guerre mondiale, la gare est touchée lors d'un raid effectué par des avions allemands.

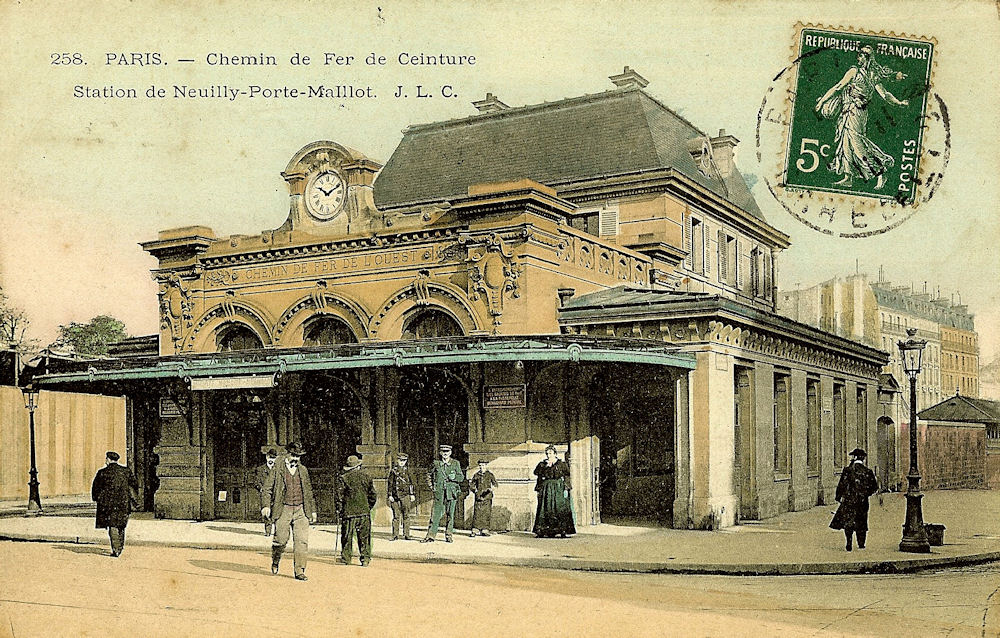
Entrée de la gare vers 1900.
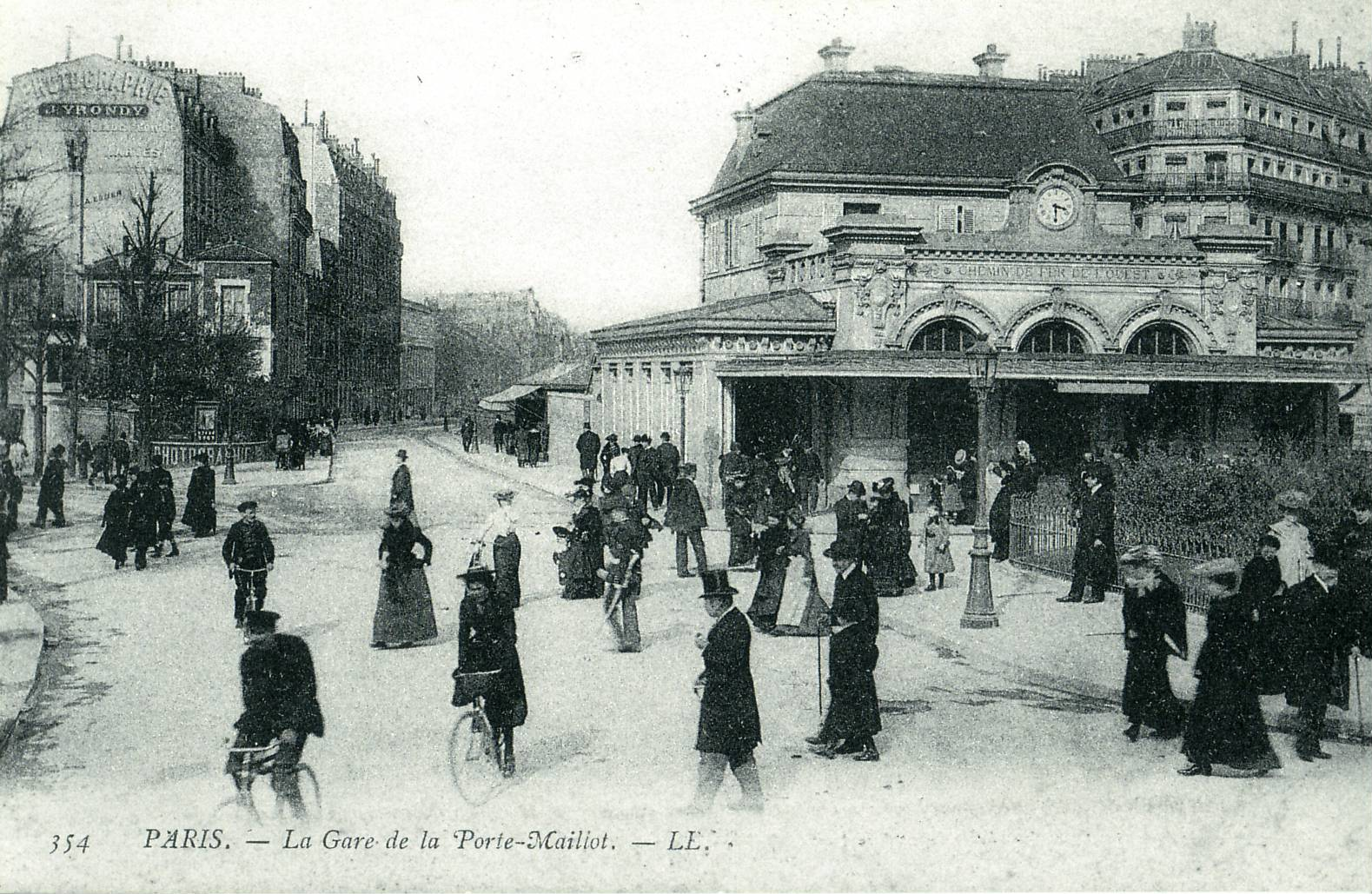
La gare au début du XXe siècle, du temps de la ligne d'Auteuil.
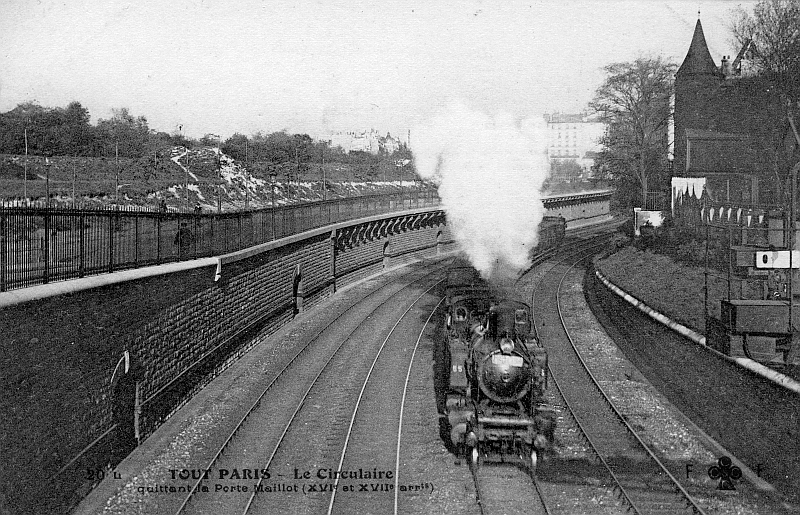
Train circulaire quittant la porte Maillot.

### Du projet VMI (Vallée de Montmorency - Invalides) au RER C (1988-2023)
Le projet VMI, mis au point en 1977, prévoit de réunir deux lignes à l'histoire spécifique : la ligne d'Auteuil, devenue partie intégrante de la ligne de Petite Ceinture dans Paris intra-muros, et la ligne Ermont - Eaubonne - Plaine - Gare du Nord via Gennevilliers au nord, dite ligne La Plaine - Ermont-Eaubonne encore appelée  ligne des Grésillons.
Cette ligne ferme le 6 janvier 1985 pour permettre sa transformation partielle et constituer l'une des branches du RER C.
La gare de Neuilly - Porte Maillot rouvre dans ce nouveau contexte le 25 septembre 1988.

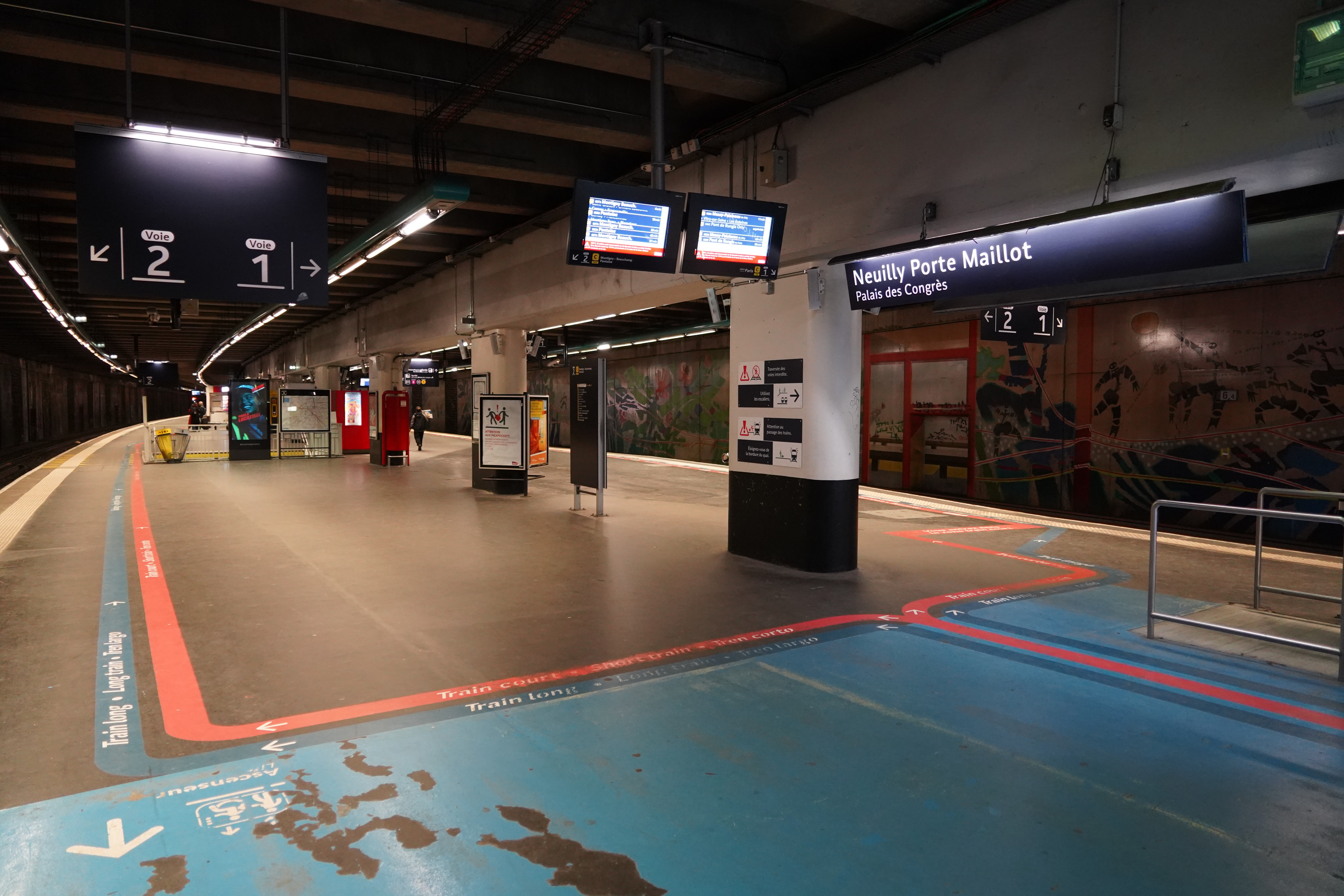
Le quai central de la gare du RER C.
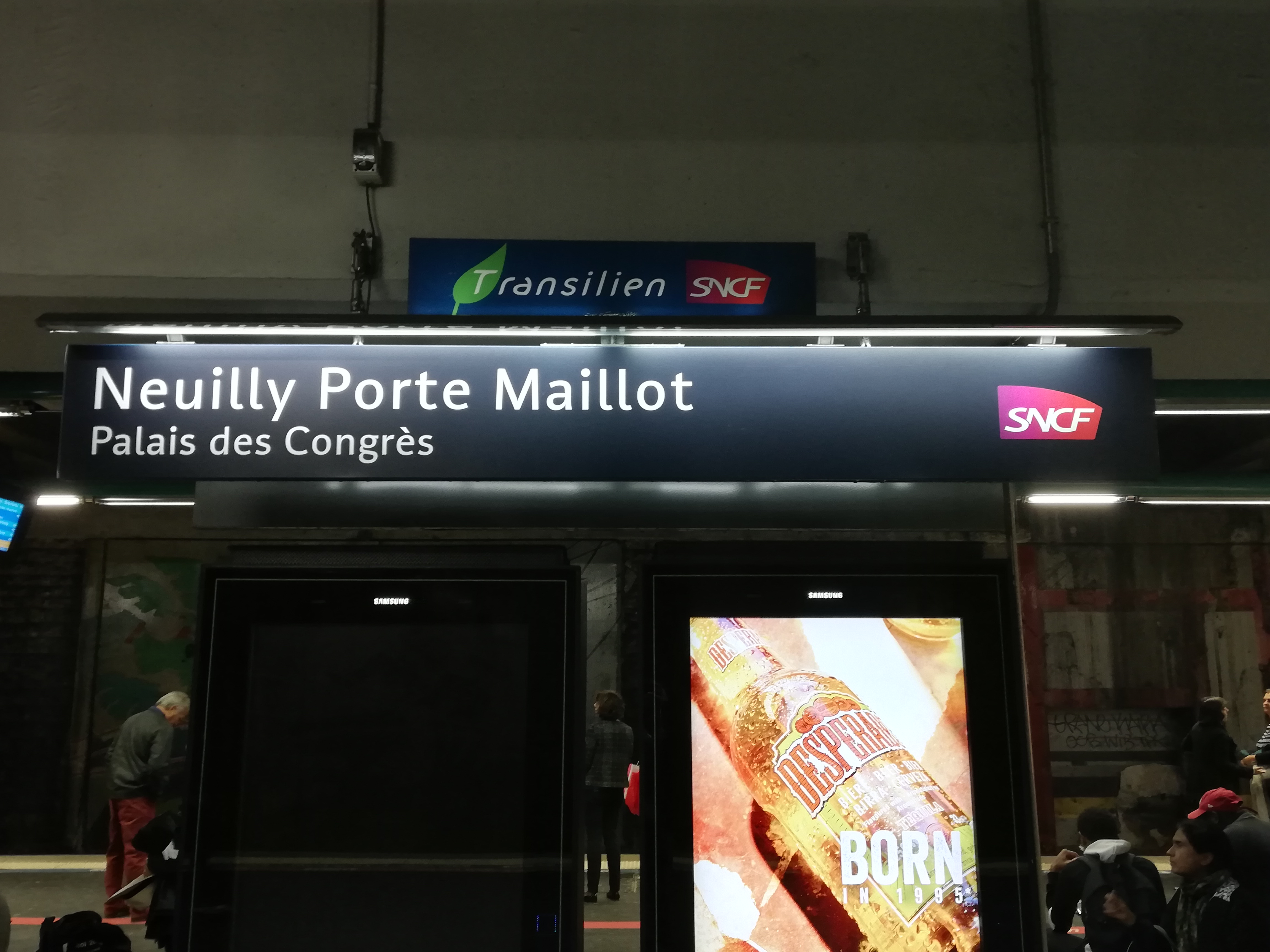
Panneau de la gare du RER C.

### L'arrivée du RER E (2024-)
Depuis le 6 mai 2024, la gare est desservie par la ligne E du RER, dans le cadre de son prolongement à l'ouest, ce qui en fait l'un des points de correspondance les plus importants de l'ouest de Paris. L'extension de la gare a été conçue par l'architecte Jean-Marie Duthilleul, et réalisée de 2018 à 2024.
Les quais de la ligne E sont situés 30 mètres sous terre, sous la place de la Porte Maillot, à proximité des quais de la ligne 1 du métro. Ils sont baignés par un puits de lumière de 120 mètres de long qui remonte directement en surface. Des couloirs de correspondance permettent de rejoindre directement les quais de la ligne 1 du métro et de la ligne C du RER. 35 000 voyageurs sont attendus chaque jour.

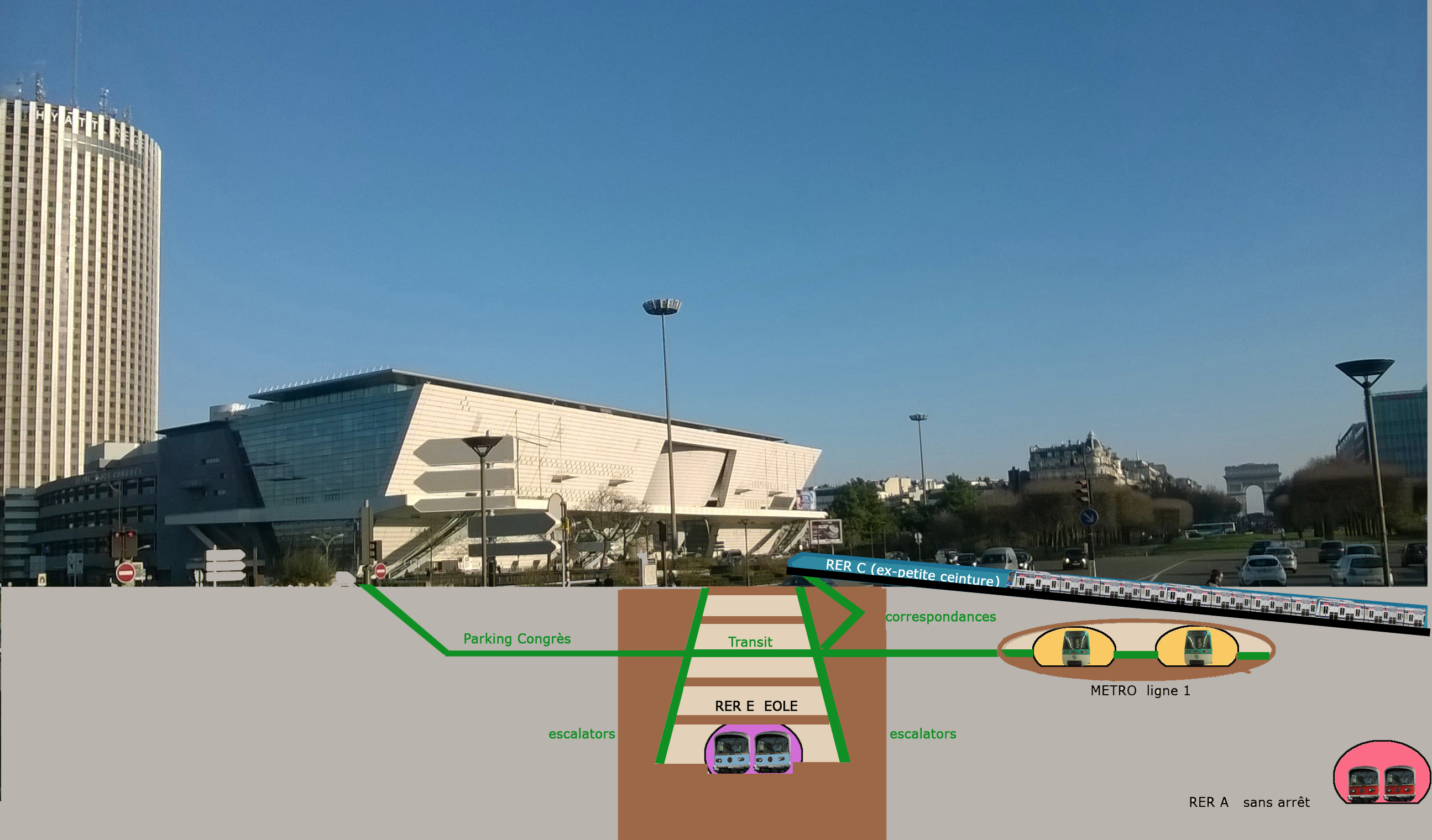
Coupe transversale
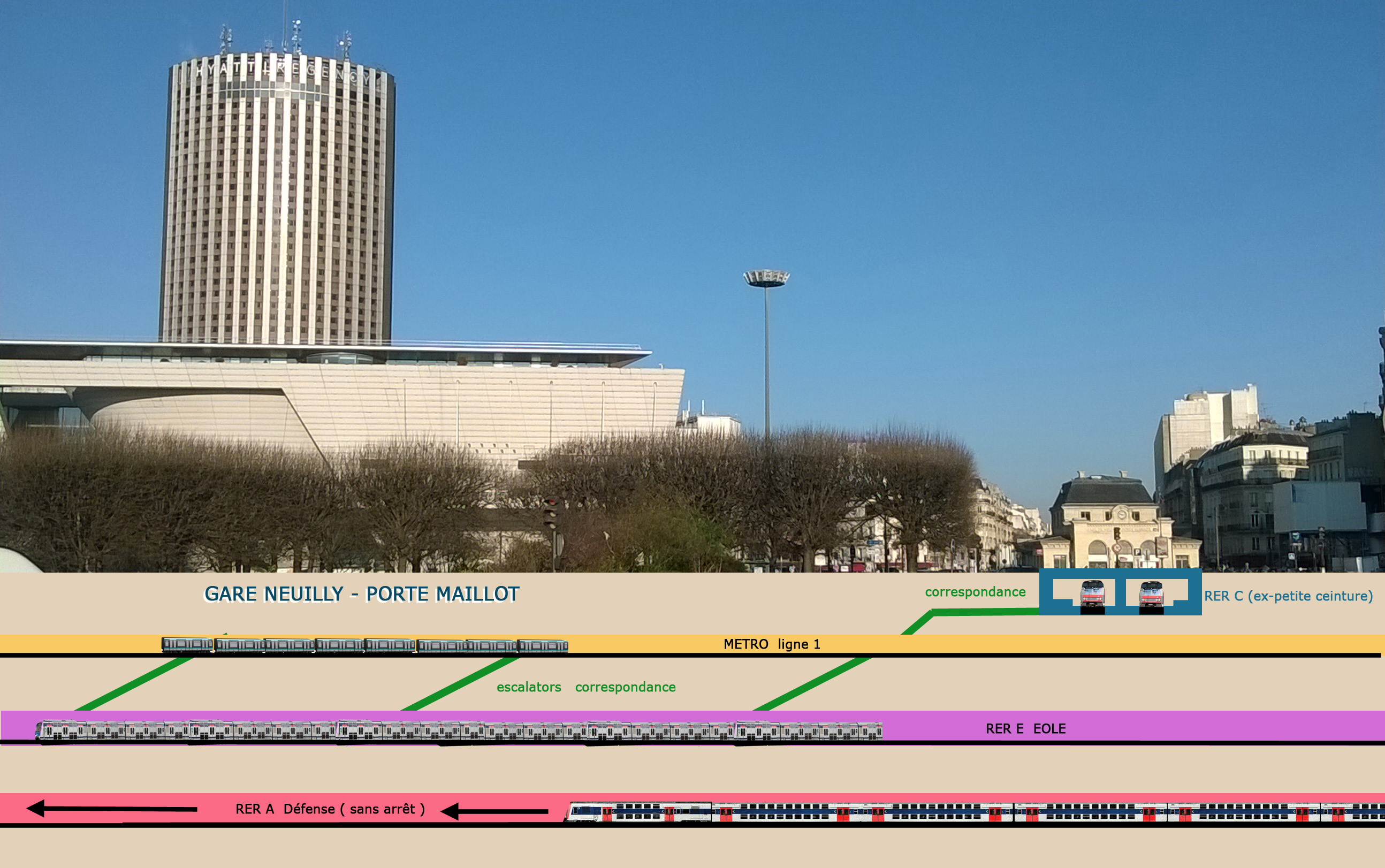
Coupe longitudinale
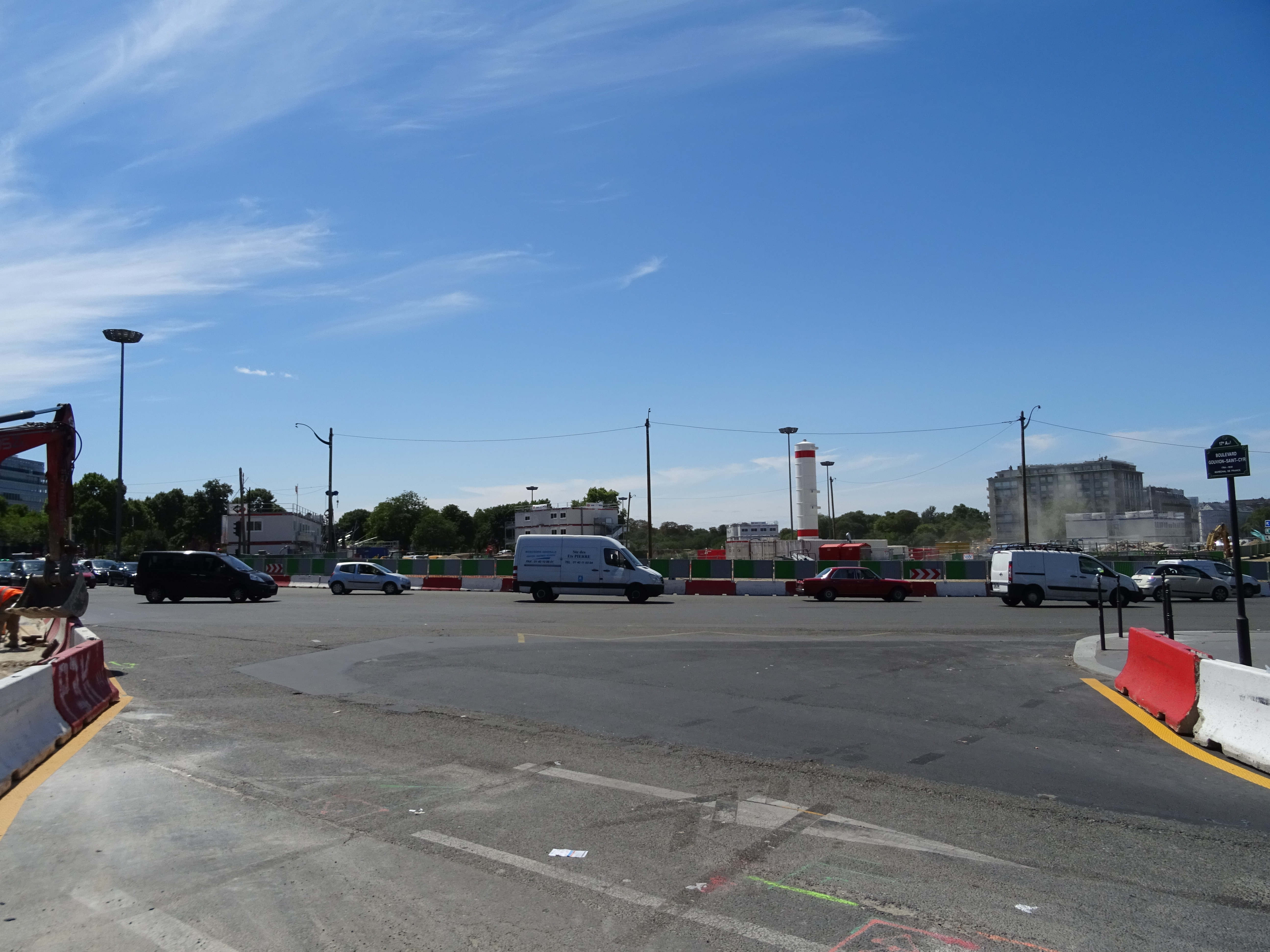
Travaux de la gare RER E de la Porte Maillot en juillet 2017.
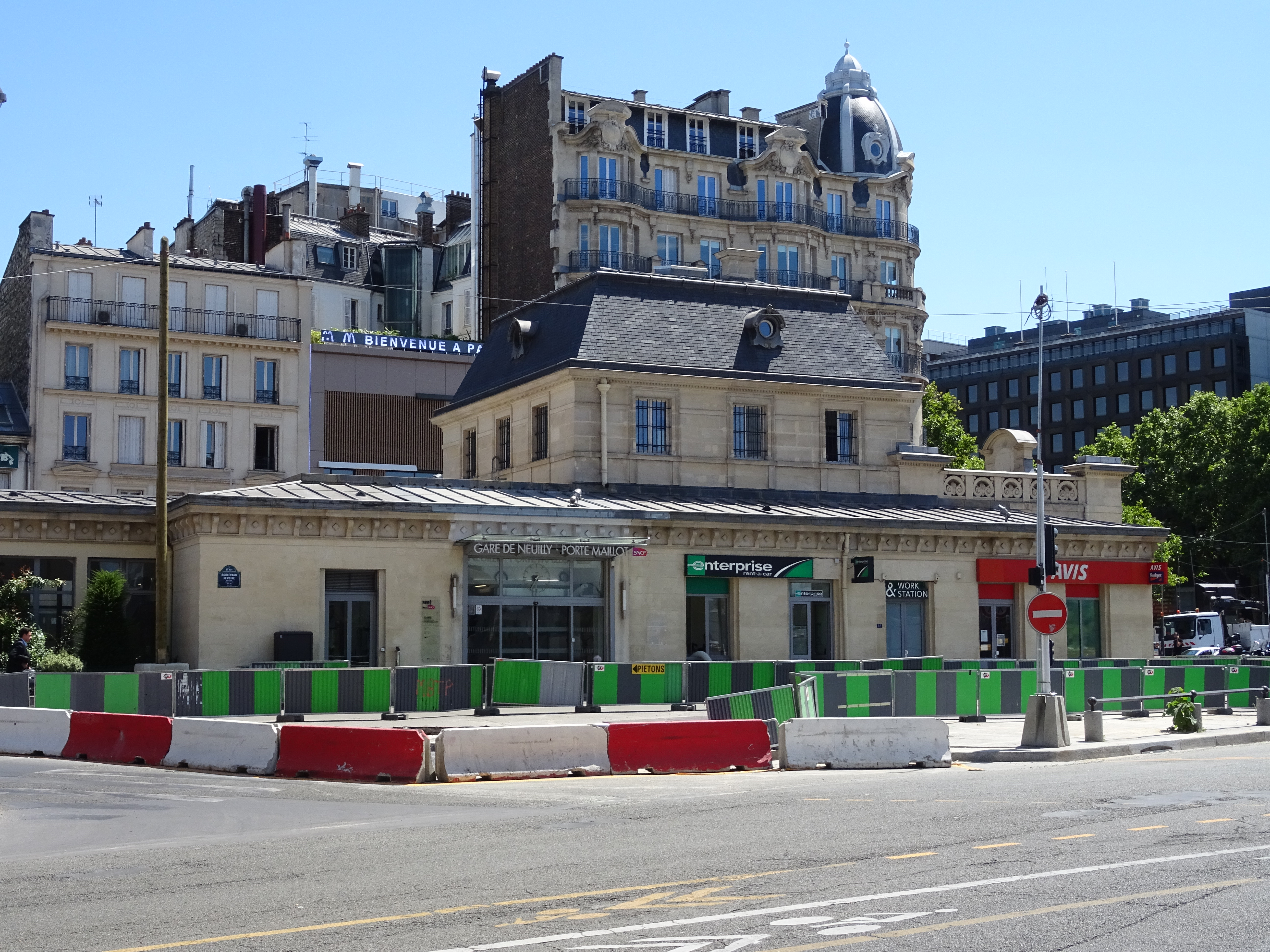
Vue de côté du bâtiment voyageurs, pendant les travaux du RER E.
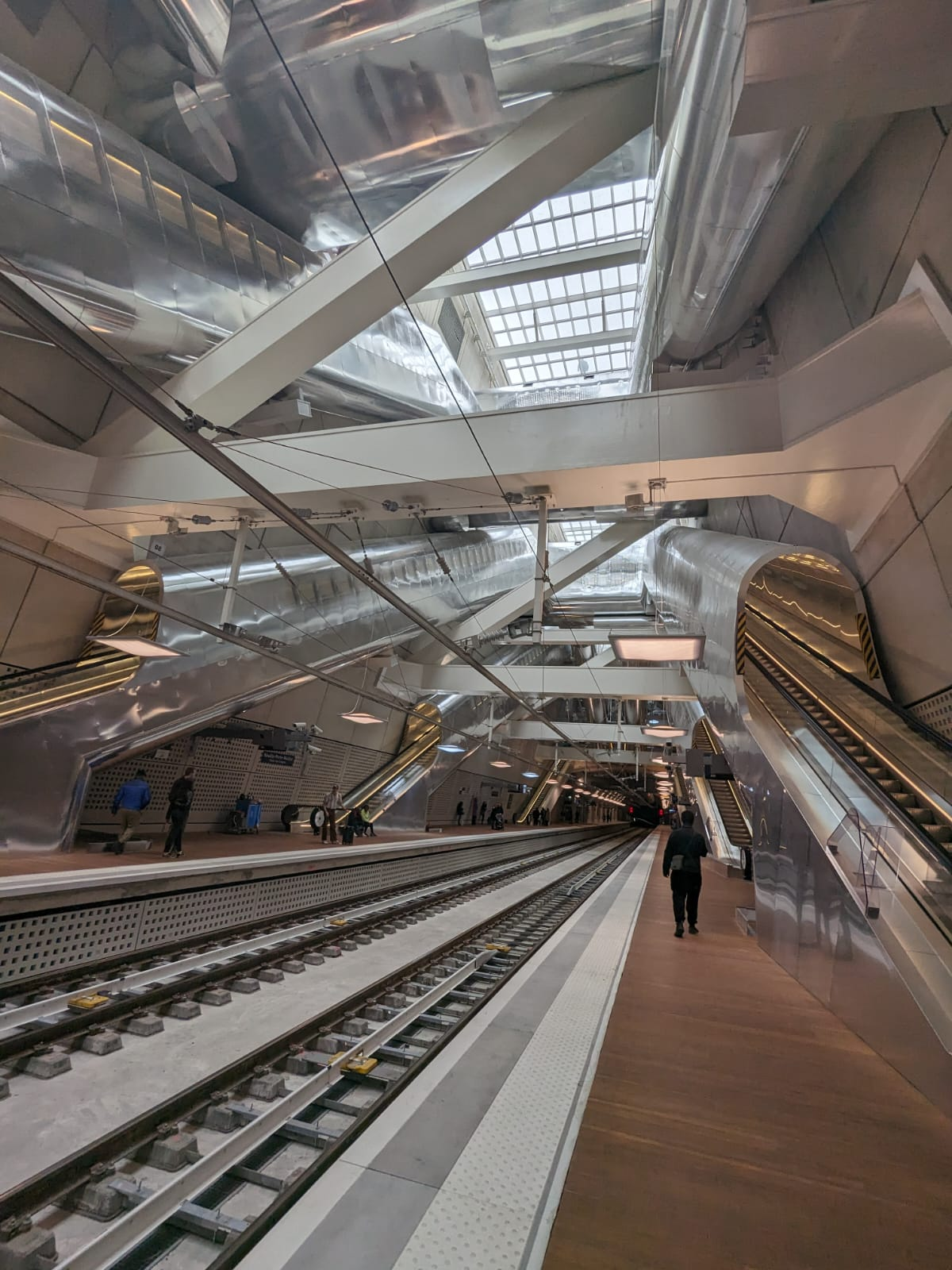
Le puits de lumière depuis les quais.

## Fréquentation
De 2015 à 2022, selon les estimations de la SNCF, la fréquentation annuelle de la gare s'élève aux nombres indiqués dans le tableau ci-dessous.
| Année     | 2015      | 2016      | 2017      | 2018      | 2019      | 2020      | 2021      | 2022      |
| --------- | --------- | --------- | --------- | --------- | --------- | --------- | --------- | --------- |
| Voyageurs | 5 844 164 | 5 600 997 | 5 342 068 | 4 984 005 | 4 692 161 | 2 230 261 | 2 059 764 | 3 875 725 |

## Service des voyageurs

### Desserte
Sur la ligne C du RER, la gare est desservie par les trains de la branche de Pontoise, jusqu'à 8 trains par heure à l'heure de pointe.
La mise en service du prolongement de la ligne E vers l'ouest s'effectue de manière progressive. Du 6 mai au 14 décembre 2024, la gare fut desservie par un service de navettes entre les gares de Magenta et Nanterre-La Folie à raison d'un train tous les quarts d'heures de 10 heures à 16 heures en semaine et de 10 heures à 20 heures le week-end.
Depuis le 15 décembre 2024, l'offre de transport est élargie à 1 train toutes les 4 minutes en heure de pointe et 1 train toutes les 6 minutes en heure creuse.

### Intermodalité
La gare est en correspondance  par de longs couloirs avec la station Porte Maillot de la ligne 1 du métro.
La station est depuis le 5 avril 2024 en correspondance avec la ligne de tramway T3b, prolongée depuis la porte d'Asnières,.
En outre, elle est desservie par les lignes de bus 43, 73, 82, PC, 244 et 274 (depuis l’arrêt Porte des Ternes pour cette dernière ligne) du réseau de bus RATP et, la nuit, par les lignes N11, N24, N151 et N153 du réseau de bus Noctilien. Enfin, elle est à l'origine d'une liaison par cars vers l'aéroport de Beauvais-Tillé.

## Remarques
- La porte Maillot était une porte principale de l'enceinte du Bois de Boulogne. Son véritable nom était en fait porte Mahiaulx, puis Mahiot, très probablement en rapport avec la révolte des maillotins en 1382.
- Cette porte est aujourd'hui constituée de la place de la Porte-Maillot, avec vers le sud le square Alexandre-et-René-Parodi.
- Les quais de la gare se trouvent entre l'avenue des Ternes et l'avenue de la Grande-Armée à Paris, non loin de Neuilly-sur-Seine, commune dont elle est séparée par le boulevard périphérique et le Palais des congrès auquel on peut accéder directement à partir des couloirs de correspondance.
- La ligne du RER C au centre des deux branches latérales du boulevard Pereire a été couverte entre les gares de Neuilly - Porte Maillot et de Pereire - Levallois. L'espace a été aménagé en promenade pour les piétons et en aires de jeux pour les enfants.
- La ligne du jardin d'acclimatation relie sur 800 m la « Gare de la Porte Maillot » au Jardin d'acclimatation.